# Lilley (Hertfordshire)
Pour les articles homonymes, voir Lilley.
Lilley est une paroisse civile et un village du Hertfordshire, en Angleterre.